# Узгінка
Узги́нка (рос. Узгинка) — річка в Удмуртії, Росія, ліва притока річки Чур. Протікає територією Якшур-Бодьїнського району.
Річка починається за 1,5 км на північний схід від колишнього села Лисово. Протікає спочатку на південний схід, біля села Порва повертає на південь та південний захід; нижня течія спрямована на південь. Впадає до Чура на території села Чур. Береги заліснені, у верхній течії менше. У селі Порва створено ставок.
Над річкою розташовані такі населені пункти — Порва, Кекоран, Чур.